# Élisabeth-Rachel Félix
Élisabeth-Rachel Félix, nota anche con lo pseudonimo di Rachel (Mumpf, 21 febbraio 1821 – Le Cannet, 3 gennaio 1858), è stata un'attrice teatrale francese.

## Biografia
Svizzera di nascita ma francese di nazionalità, Élisabeth-Rachel Félix vide i natali a Mumpf, nel cantone dell'Aargau: nata con il nome di Élisa Félix, fu figlia di un droghiere ebreo alsaziano; guadagnò i primi soldi da bambina, cantando e recitando nelle strade. 
Nel 1830 circa, arrivò a Parigi e prese lezioni di dizione e di canto, avendo come maestro il musicista Alexandre-Étienne Choron, e studiò arti drammatiche al Conservatorio. Per provvedere ai bisogni della famiglia, debuttò nel gennaio 1837 ne La Vendéenne al Théâtre du Gymnase. Delestre-Poirson, il direttore, le dette il nome d'arte Rachel, nome che scelse di tenere nella vita privata. 
All'età di 17 anni, recitò al Théâtre-Français nell'Orazio di Pierre Corneille.
La sua fama si diffuse in tutta Europa, dopo il successo a Londra nel 1841, e diventò esperta nei lavori di Voltaire, Racine, e Corneille, girando in tournée a Bruxelles, Berlino e San Pietroburgo. Rappresentò il personaggio principale nella commedia di Eugène Scribe, Adrienne Lecouvreur. Le sue rappresentazioni furono caratterizzate da una perfetta dizione e dall'eleganza dei gesti, sebbene essi fossero minimizzati tanto da essere ridotti al minimo. Rachel fu molto conosciuta per la sua rappresentazione nella Fedra.
Morì di tubercolosi e fu sepolta nella parte ebraica del cimitero di Père-Lachaise.

## Vita privata
Divenne l'amante del figlio naturale di Napoleone Bonaparte, Alessandro Giuseppe Colonna-Walewski, da cui ebbe un figlio, Alexandre Colonna-Walewski, nel 1844.

## Omaggi
- Jacques Offenbach le dedicò il primo brano del Decameron dramatique. Album du theatre francais, per pianoforte.